# Guggemoosen
Guggemoosen ist ein Gemeindeteil von Rückholz im schwäbischen Landkreis Ostallgäu in Bayern. Der Weiler liegt circa eineinhalb Kilometer östlich von Rückholz und ist über die Kreisstraße OAL 1 zu erreichen.

## Geschichte
Der Ort wurde 1455 erstmals urkundlich erwähnt. Bis Mitte des 16. Jahrhunderts wurde er Batzengschwenden unter der Halden genannt. Der heutige Ortsname ist der Familienname einer bereits 1455 dort wohnenden Familie Guggemos, die kurz vor 1600 ausstarb. 

## Baudenkmäler
Siehe auch: Liste der Baudenkmäler in Guggemoosen
- Katholische Kapelle